# Schuyler Enck
Schuyler Colfax Enck, né le 25 janvier 1900 à Columbia (Pennsylvanie) et mort le 1er novembre 1970 à Harrisburg, est un athlète américain, médaillé de bronze olympique lors des Jeux olympiques d'été de 1924 à Paris.
Douglas Lowe remporte le 800 mètres en 1 min 52 s 4 devant Paul Martin, auteur d'un temps de 1 min 52 s 6 et Schuyler Enck en 1 min 53 s.

## Palmarès

### Jeux olympiques
- Jeux olympiques d'été de 1924 à Paris (France)
  -  Médaille de bronze sur 800 m